# Овидий
Пу́блий Ови́дий Назо́н (лат. Publius Ovidius Nasō, 20 марта 43 года до н. э., Сульмона — 17 или 18 год н. э., Томы) — древнеримский поэт. Более всего известен как автор поэм «Метаморфозы» и «Наука любви», а также элегий — «Любовные элегии» и «Скорбные элегии». По одной из версий, из-за несоответствия пропагандируемых им идеалов любви официальной политике императора Августа в отношении семьи и брака был сослан из Рима в западное Причерноморье, где провёл последние годы жизни. Оказал огромное влияние на европейскую литературу, в том числе на Пушкина, в 1821 году посвятившего ему обширное послание в стихах.

## Биография

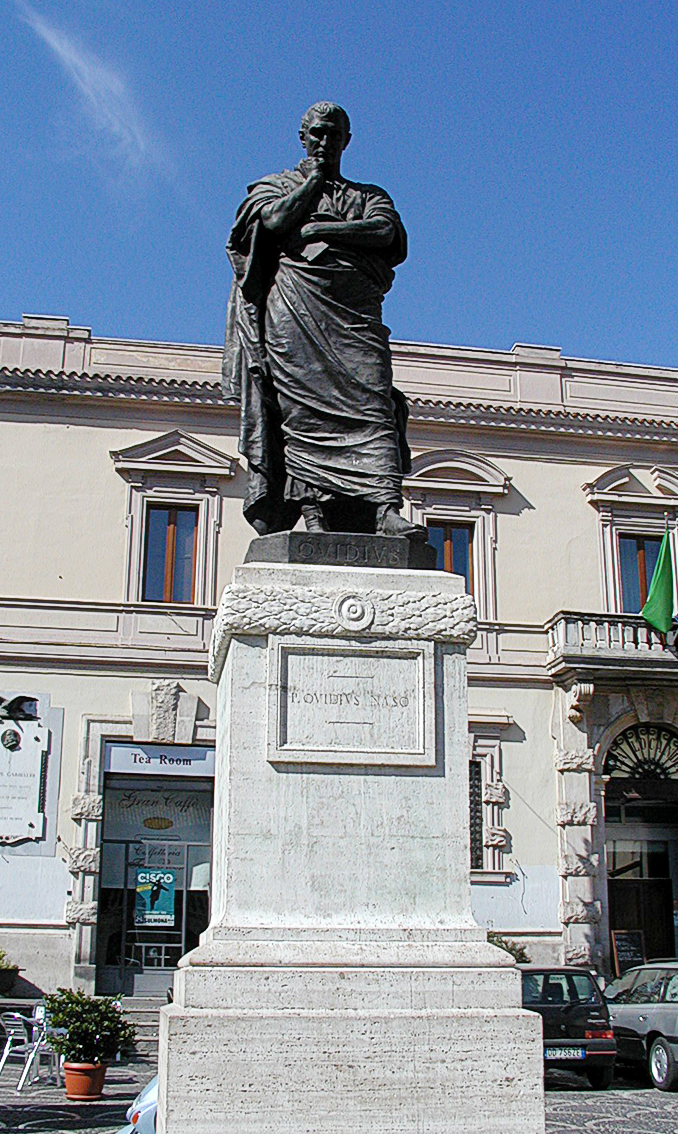
Статуя Овидия в Сульмоне

Овидий родился 20 марта 43 года до н. э. (711 году от основания Рима) в г. Сульмоне, в округе пелигнов, горного сабинского племени, обитавшего к востоку от Лациума (в гористой части Средней Италии). Место и время своего рождения Овидий с точностью определяет в одной из своих «Скорбных элегий» (Trist., IV, 10). Род его издавна принадлежал к всадническому сословию; отец поэта был человеком состоятельным и дал своим сыновьям хорошее образование. Посещая в Риме школы знаменитых учителей, Овидий с самых ранних лет обнаружил страсть к поэзии: в той же элегии (Trist., IV, 10) он признается, что и тогда, когда нужно было писать прозой, из-под пера его невольно выходили стихи. Следуя воле отца, Овидий поступил на государственную службу, но, прошедши лишь несколько низших должностей, отказался от неё, предпочитая всему занятия поэзией. По желанию родителей рано женившись, он вскоре вынужден был развестись; второй брак также был недолог и неудачен; и только третий, с женщиной, уже имевшей дочь от первого мужа, оказался прочным и, судя по всему, счастливым. Собственных детей Овидий не имел. Дополнив своё образование путешествием в Афины, Малую Азию и Сицилию и выступив на литературном поприще, Овидий сразу был замечен публикой и снискал дружбу выдающихся поэтов, например Горация и Проперция. Сам Овидий сожалел, что ранняя смерть Тибулла помешала развитию между ними близких отношений и что Вергилия (который не жил в Риме) ему удалось только видеть.
В 8 году н. э. Август по не вполне ясной причине (исследователями высказывается несколько версий) сослал Овидия в город Томы, где в 17 году (по другим сведениям в 18 году) он и скончался.

## Творчество
Первыми литературными опытами Овидия, за исключением тех, которые он, по его собственным словам, предавал огню «для исправления», были «Героиды» (Heroides) и любовные элегии. Яркость поэтического дарования Овидия высказывается и в «Героидах», но наибольшее внимание римского общества он обратил на себя любовными элегиями, вышедшими, под заглавием «Amores», сначала в пяти книгах, но впоследствии, по исключении многих произведений самим поэтом, составившими три дошедшие до нас книги из 49 стихотворений. Эти любовные элегии, содержание которых в той или другой степени, возможно, основывается на любовных приключениях, пережитых поэтом лично, связаны с вымышленным именем его подруги, Коринны, которое и прогремело на весь Рим, как об этом заявляет сам поэт (totam cantata per Urbem Corinna). В этой довольно распространенной в римской литературе форме, уже имевшей своих классиков, Овидию удалось проявить в полной силе яркое дарование, сразу сделавшее его имя громким и популярным. Оканчивая последнюю из этих элегий, он изображает себя столь же прославившим свой народ пелигнов, сколько Мантуя обязана своей славой Вергилию, а Верона — Катуллу. Бесспорно, поэтического дарования, свободного, непринужденного, блистающего остроумием и меткостью выражения, в этих элегиях очень много, как много точных жизненных наблюдений, внимания к деталям и версификаторского таланта, для которого, по-видимому, не существовало никаких метрических трудностей. Несмотря на это, большая часть творческого пути Овидия лежала впереди.

### «Наука любви»
Не меньший резонанс вызвало и следующее произведение поэта, о приготовлении которого он возвещал своим читателям ещё в 18-й элегии II книги и которое в рукописях и изданиях Овидия носит заглавие «Ars amatoria» («Любовная наука», «Наука любви»), а в сочинениях самого поэта — просто «Ars». Это — дидактическая поэма в трёх книгах, написанная, как и почти все сочинения Овидия, элегическим размером и заключающая в себе наставления, сначала для мужчин, какими средствами можно приобретать и сохранять за собой женскую любовь (1 и 2 книги), а потом для женщин, как они могут привлекать к себе мужчин и сохранять их привязанность. Сочинение это, отличающееся в иных случаях известной нескромностью содержания — которую автор вынужден был оправдывать перед официальной моралью тем предлогом, что писал свои наставления для вольноотпущениц и живших в Риме чужестранок, на которых требования о строгости поведения не распространялись (Trist., II, 303), — в литературном отношении превосходно и обличает собой полную зрелость таланта и руку мастера, который умеет отделять каждую подробность и не устаёт рисовать одну картину за другой, с блеском, твёрдостью и самообладанием. Написано это произведение во 2 — 1 гг. до н. э., когда поэту было 41 — 42 года от роду.
Одновременно с «Наукой любви» появилось относящееся к тому же разряду сочинение Овидия, от которого до нас дошёл лишь отрывок в 100 стихов и которое носит в изданиях заглавие «Medicamina faciei». На это сочинение, как на готовое, указывает женщинам Овидий в III книге «Науки любви» (ст. 205), называя его «Medicamina formae» («Средства для красоты») и прибавляя, что оно, хотя и не велико по объёму, но велико по старанию, с каким написано (parvus, sed cura grande, libellus, opus). В дошедшем отрывке рассматриваются средства, относящиеся к уходу за лицом. Вскоре после «Науки любви» Овидий издал «Лекарство от любви» («Remedia amoris») — поэму в одной книге, где он, не отказываясь и на будущее время от своей службы Амуру, хочет облегчить положение тех, кому любовь в тягость и которые желали бы от неё избавиться. В направлении, которого Овидий до сих пор держался, дальше ему идти было некуда, и он стал искать другие сюжеты. Мы видим его вскоре за разработкой мифологических и религиозных преданий, результатом которой были два его капитальных сочинения: «Метаморфозы» и «Фасты».

## Ссылка
Но прежде чем он успел эти ценные труды довести до конца, его постиг внешний удар, коренным образом изменивший его судьбу. Осенью 8 г. Овидий неожиданно был отправлен Августом в ссылку на берега Чёрного моря, в дикую страну гетов и сарматов, и поселен в городе Томы (сейчас Констанца, в Румынии). Ближайшая причина столь сурового распоряжения Августа по отношению к лицу, бывшему, по связям своей жены, близким к дому императора, нам не известна. Сам Овидий неопределённо называет её словом error (ошибкой), отказываясь сказать, в чём эта ошибка состояла (Tristia, II. 207: Perdiderint cum me duo crimina, carmen et error: Alterius facti culpa silenda mihi est), и заявляя, что это значило бы растравлять раны цезаря. Вина его была, очевидно, слишком интимного характера и связана с нанесением ущерба или чести, или достоинству, или спокойствию императорского дома; но все предположения учёных, с давних пор старавшихся разгадать эту загадку, оказываются в данном случае произвольными. Единственный луч света на эту тёмную историю проливает заявление Овидия (Trist. II, 5, 49), что он был невольным зрителем какого-то преступления и грех его состоял в том, что у него были глаза. Другая причина опалы, отдалённая, но может быть более существенная, прямо указывается самим поэтом: это — его «глупая наука», то есть «Ars amatoria» (Ex Ponto, II, 9, 73; 11, 10, 15), из-за которой его обвиняли как «учителя грязного прелюбодеяния». В одном из своих писем с Понта (IV, 13, 41 — 42) он признаётся, что первой причиной его ссылки послужили именно его «стихи» (nocuerunt carmina quondam, primaque tam miserae causa fuere fugae).

### «Скорбные элегии»
Ссылка на берега Чёрного моря подала повод к целому ряду произведений, вызванных исключительно новым положением поэта. Свидетельствуя о неиссякаемой силе таланта Овидия, они носят совсем другой колорит и представляют нам Овидия совсем в другом настроении, чем до постигшей его катастрофы. Ближайшим результатом этой катастрофы были его «Скорбные элегии» или просто «Скорби» (Tristia), которые он начал писать ещё в дороге и продолжал писать на месте ссылки в течение трёх лет, изображая своё горестное положение, жалуясь на судьбу и стараясь склонить Августа к помилованию. Элегии эти, вполне отвечающие своему заглавию, вышли в пяти книгах и обращены в основном к жене, некоторые — к дочери и друзьям, а одна из них, самая большая, составляющая вторую книгу — к Августу. Эта последняя очень интересна не только отношением, в какое поэт ставит себя к личности императора, выставляя его величие и подвиги и униженно прося прощения своим прегрешениям, но и заявляющем, что его нравы совсем не так дурны, как об этом можно думать, судя по содержанию его стихотворений: напротив, жизнь его целомудренна, а шаловлива только его муза — заявление, которое впоследствии делал и Марциал в оправдание содержания многих из своих эпиграмм. В этой же элегии приводится целый ряд поэтов греческих и римских, на которых сладострастное содержание их стихотворений не навлекало никакой кары; указывается также на римские мимические представления, крайняя непристойность которых действительно служила школой разврата для всей массы населения.
За «Скорбными элегиями» следовали «Письма с Понта» (Ex Ponto), в четырёх книгах. Содержание этих адресованных Альбиновану и иным лицам писем в сущности то же, что и элегий, с той только разницею, что сравнительно с последними «Письма» обнаруживают заметное падение таланта поэта. Это чувствовалось и самим Овидием, который откровенно признается (I, 5, 15), что, перечитывая, он стыдится написанного и объясняет слабость своих стихов тем, что призываемая им муза не хочет идти к грубым гетам; исправлять же написанное — прибавляет он — у него не хватает сил, так как для его больной души тяжело всякое напряжение. Цитата из Писем часто используется авторами как просьба к читателю о снисходительности. Тяжесть положения отразилась, очевидно, на свободе духа поэта; постоянно чувствуемый гнёт неблагоприятной обстановки все более и более стеснял полет его фантазии. Отсюда утомительная монотонность, которая, в соединении с минорным тоном, производит в конце концов тягостное впечатление — впечатление гибели первостепенного таланта, поставленного в жалкие и неестественные условия и теряющего своё могущество даже в языке и стихосложении. Однако с берегов Чёрного моря пришли в Рим два произведения Овидия, свидетельствующие о том, что таланту Овидия были под силу и предметы, обработка которых требовала продолжительного и серьёзного изучения.

### «Метаморфозы»
Первым из таких произведений были «Метаморфозы» («Превращения»), огромный поэтический труд в 15 книгах, заключающий в себе изложение относящихся к превращениям мифов, греческих и римских, начиная с хаотического состояния вселенной до превращения Юлия Цезаря в звезду. Этот высокий по поэтическому достоинству труд был начат и, можно сказать, окончен Овидием ещё в Риме, но не был издан по причине внезапного отъезда. Мало того: поэт перед отправлением в ссылку сжёг, с горя или в сердцах, даже саму рукопись, с которой, к счастью, было уже сделано несколько списков. Сохранившиеся в Риме списки дали Овидию возможность пересмотреть и дополнить в Томах это крупное произведение, которое таким образом и было издано. «Метаморфозы» — самый капитальный труд Овидия, в котором богатое содержание, доставленное поэту главным образом греческими мифами, обработано с такой силой неистощимой фантазии, с такой свежестью красок, с такой лёгкостью перехода от одного предмета к другому, не говоря о блеске стиха и поэтических оборотов, что нельзя не признать во всей этой работе истинного торжества таланта, вызывающего изумление. Недаром это произведение всегда много читалось и с давних пор переводилось на другие языки, начиная с греческого перевода, сделанного Максимом Планудом в XIV веке. Также есть немало переводов и на русский язык (как прозаических, так и стихотворных); четыре из них появились в свет в течение семидесятых и восьмидесятых годов XIX века.

### «Фасты»
Другое серьёзное и также крупное не только по объёму, но и по значению произведение Овидия представляют «Фасты» (Fasti) — календарь, содержащий в себе объяснение праздников или священных дней Рима. Эта учёная поэма, дающая много данных и объяснений, относящихся к римскому культу и потому служащая важным источником для изучения римской религии, дошла до нас лишь в 6 книгах, охватывающих первое полугодие. Это — те книги, которые Овидию удалось написать и обработать в Риме. Продолжать эту работу в ссылке он не мог по недостатку источников, хотя не подлежит сомнению, что написанное в Риме он подверг в Томах некоторой переделке: на это ясно указывает занесение туда фактов, совершившихся уже по изгнании поэта и даже по смерти Августа, как, например, триумф Германика, относящийся к 16 году. В поэтическом и литературном отношении «Фасты» далеко уступают «Метаморфозам», что легко объясняется сухостью сюжета, из которого только Овидий мог сделать поэтическое произведение; в стихе чувствуется рука мастера, знакомая нам по другим произведениям даровитого поэта.

### «Ибис» и «Наука о рыболовстве»
Есть в числе дошедших до нас сочинений Овидия ещё два, которые всецело относятся ко времени ссылки поэта и стоят каждое особняком от других. Одно из них, «Ибис» (известное название египетской птицы, которую римляне считали нечистой), — сатира или пасквиль на врага, который после ссылки Овидия преследовал его память в Риме, стараясь вооружить против изгнанника и жену его. Овидий посылает этому врагу бесчисленное множество проклятий и грозит ему разоблачением его имени в другом сочинении, которое он напишет уже не элегическим размером, а ямбическим, то есть со всею эпиграмматической едкостью. Название и форму сочинения Овидий заимствовал у александрийского поэта Каллимаха, написавшего нечто подобное на Аполлония Родосского.
Другое сочинение, не имеющее связи с остальными, есть дидактическая поэма о рыболовстве и носит заглавие «Наука рыболовства» («Halieutica»). От него мы имеем только отрывок, в котором перечисляются рыбы Чёрного моря и указываются их свойства. Это сочинение, на которое, по специальности его сюжета, ссылается Плиний в своей «Естественной истории» (XXXII, 5), не представляет в литературном отношении ничего замечательного.

## Утерянные произведения
Не сохранилась трагедия Овидия «Медея», которая хотя и была произведением юности поэта, но считалась в римской литературе одним из лучших образцов жанра. На ней с удовольствием останавливается Квинтилиан (X, 1, 98), её упоминает Тацит в «Разговоре об ораторах» (гл. 12). Не дошло до нас и ещё нескольких сочинений, написанных частью в Риме, частью в Томах и в числе последних — панегирик Августу, писанный на гетском языке, о чём извещает в одном из своих понтийских писем (IV, 13, 19 и сл.) сам Овидий, всё ещё не теряя надежды на облегчение своей участи. Но этим надеждам сбыться не было суждено. Не только Август, но и Тиберий, к которому он также обращался с мольбами, не возвратил его из ссылки: несчастный поэт скончался в Томах в 17 году и погребён в окрестностях города.

## Память
В честь Овидия назван кратер на Меркурии и город в Одесской области.
В 2017 году городской совет Рима во главе с мэром Вирджинией Раджи официально отменили указ императора Августа об изгнании поэта Овидия. Сделано это было к 2000-летию смерти поэта.

### Крылатые фразы из произведений Овидия
- Casta est quam nemo rogavit — Целомудренна та, которой никто не домогался (Amores, 1.8:43)
- Fas est et ab hoste doceri — Учиться нужно всегда, даже у врага (Metamorphoses, 4:428)

## Переводы

Metamorphoses, 1643

В серии «Loeb classical library» сочинения изданы в 6 томах:
- Том I. Героиды. Любовные элегии.
- Том II. Искусство любви. Притиранья для лица. Лекарство от любви. Ибис. Орешник. Галиевтика. Утешение.
- Тома III—IV. Метаморфозы.
- Том V. Фасты.
- Том VI. Тристии. Письма с Понта.

Издания в серии «Collection Budé»: Ovide.
- Les Amours. Texte établi et traduit par H. Bornecque. IX, 214 p.
- L’Art d’aimer. Texte établi et traduit par H. Bornecque. Huitième édition revue et corrigée par Ph. Heuzé. 1924. 5e tirage. IX, 183 p.
- Contre Ibis. Texte établi et traduit par J. André. XLIV, 91 p.
- Les Fastes. T. I: Livres I—III. Texte établi, traduit et commenté par R. Schilling. Illustration. LXIX, 260 p.
- Les Fastes. T. II: Livres IV—VI. Texte établi, traduit et commenté par R. Schilling. 362 p.
- Halieutiques. Texte établi, traduit et commenté par E. de Saint-Denis. 78 p.
- Héroïdes. Texte établi par H. Bornecque et traduit par M. Prévost. XXI, 325 p.
- Les Métamorphoses. Tome I: Livres I—V. Texte établi et traduit par G. Lafaye. 1925; édition revue et corrigée par Jean Fabre, XXXIV, 278 p.
- Les Métamorphoses. Tome II: Livres VI—X. Texte établi et traduit par G. Lafaye. 1928; édition revue et corrigée par Henri Le Bonniec. 285 p.
- Les Métamorphoses. Tome III: Livres XI—XV. Texte établi et traduit par G. Lafaye. 1930; édition revue et corrigée par Henri Le Bonniec. 308 p.
- Pontiques. Texte établi et traduit par J. André. XLIX, 344 p.
- Les Remèdes à l’Amour. Les produits de beauté. — Pour le visage de la femme. Texte établi et traduit par H. Bornecque. IX, 89 p.
- Tristes. Texte établi et traduit par J. André. 2008. LII, 332 p.

### Русские переводы
При Петре I с польского стихотворного перевода Валериана Отфиновского «Метаморфозы» Овидия дважды перевели на русский прозой с комментариями, но переводы не были опубликованы. Латино-русскую комментированную публикацию «Тристий» И. Е. Срезневским в 1795 году А. В. Подосинов называет крупным событием в российском овидиеведении. Травестийное переложение выпустил Н. Осипов: «Овидиевы любовные творения, переработанные в Энеевском вкусе… СПб, 1803. 81 стр.».
Избранные стихотворения неоднократно издавались в России для школ в конце XIX — начале XX века.
Собрания сочинений:
- Сочинения П. Овидия Назона все, какие до нас дошли. / Пер. А. Клеванова. В 3 т. М., 1874.
  - Т. 1. Послания героев и героинь. Любовные стихотворения. Искусство любить. Лекарство от любви. Косметики. О рыбах. XXXVI, 264 стр.
  - Т. 2. Метаморфозы или изменения видов. XL, 345 стр.
  - Т. 3. Фасты. Печальные стихи. Письма с берегов Понта. Отрывки. XL, 344 стр.
- Сочинения. В 2 т. СПб, 1903.
  - Т. 1. Искусство любить. Лекарство от любви. Косметики. Фасты. Любовные элегии. Метаморфозы. 276 стр.
  - Т. 2. Метаморфозы. 380 стр.
- Овидий. Собрание сочинений. В 2 т. / Вступ. ст. В. С. Дурова. СПб, Биографический институт «Студиа Биографика». 1994. (почти полное издание, но отсутствуют некоторые «Любовные элегии» и «Парные послания»)
  - Т. 1. Любовные элегии. Героиды. Наука любви. Лекарство от любви. Притиранья для лица. Скорбные элегии. Письма с Понта. Ибис. 512 стр.
  - Т. 2. Метаморфозы. Фасты. 528 стр.

Ранние произведения:
- Героини Овидия. / Пер. Д. Шестакова. Казань, 1902. 157 стр.
- Наука любить. / Пер. В. Алексеева. СПб, 1904. 136 стр. 2-е изд. СПб, 1914. 220 стр.
- Наука любви. / Пер. А. И. Манна. СПб, 1905[9]
- Песни любви. (Amores). В 3 кн. / Пер. Я. Б. М., 1905. 168 стр.
- Перевод избранных стихотворений Овидия Назона с полным словарём, комментариями и подробным синтаксическим разбором по изданию Манштейна. / Пер. и сост. М. М. Гринфельд. 3-е, значительно дополненное издание. Одесса: Книгоиздательство М. С. Козмана, 1909. — 568 с.
- Овидий. Баллады-послания. / Пер. Ф. Ф. Зелинского, Л. Ф. Завалишиной. (Серия «Памятники мировой литературы». Античные писатели). М., Издательство Сабашниковых. 1913. XLIV+344 стр.
- Искусство любви. / Пер. Г. С. Фельдштейна. М., 1926. 180 стр.
- Средства от любви. / Пер. Г. С. Фельдшейна. М., 1926. 88 стр.
- Овидий. Любовные элегии. / Пер. С. Шервинского. М., Гослитиздат. 1963. 202 стр. 25000 экз.
- Овидий. Элегии и малые поэмы. (Серия «Библиотека античной литературы»). М., ХЛ. 1973. 528 стр. (включает «Науку любви» и «Лекарство от любви» в пер. М. Л. Гаспарова, «Героиды» в пер. С. А. Ошерова, «Фасты» в пер. Ф. А. Петровского)
- Овидий. Любовные элегии. Метаморфозы. Скорбные элегии. / Пер. С. В. Шервинского, вступ. ст. С. А. Ошерова. М., Худож. лит. 1983. 512 стр. («Любовные элегии» полностью, «Скорбные элегии» в выдержках)

«Метаморфозы»:
- Миф о Дафне по русскому прозаическому переводу начала XVIII века опубликован в кн.: Николаев С. И. Польская поэзия в русских переводах: Вторая половина XVII-первая треть XVIII в. Л., 1989. С. 144—148.
- Превращения Овидиевы с примечаниями и историческими объяснениями, или Похождение языческих богов и полубогов от начала мира… Перевел с франц. К. Рембовский. Т. 1-3. М., 1794—1795.
- Превращения. / Пер. Ф. Матвеева. В 2 т. М., 1874—1876.
- Превращения. / Пер. В. Алексеева. СПб, 1885. 388 стр.
- XV книг Превращений. / Пер. А. Фета. М., 1887. XXIV, 793 стр. (на рус. и лат. яз.)
- Овидий. Метаморфозы. / Пер. С. В. Шервинского, ред. и прим. Ф. А. Петровского, статья А. И. Белецкого. М.-Л.: Academia, 1937. XXX, 358 стр. 5300 экз.
- Овидий. Метаморфозы. / Пер. С. Шервинского, илл. П. Пикассо. (Серия «Библиотека античной литературы»). — М.: Худож. лит., 1977. — 430 стр.

Поздние произведения:
- Плач Публия Овидия Назона. / Пер. И. Срезневского. М., 1795. 320 стр. (текст на рус. и лат. яз.)
- Избраннейшие печальные элегии. / Пер. Ф. Колоколова. Смоленск, 1796. 290 стр.
- Скорби Овидия. (Tristia). / Пер. А. Фета. М., 1893. 146 стр.
- Письма с Понта. / Прозаич. пер. В. Е. Рудакова. СПб, 1893. 166 стр.
- Овидий. Скорбные элегии. Письма с Понта / Издание подготовили М. Л. Гаспаров и С. А. Ошеров. — М.: Наука, 1978. — 271 стр. 50000 экз. (Серия «Литературные памятники»); 1979 г. — 30 000 экз.; 1982 г. — 25 000 экз.